# David Bisconti
David Nazareno Bisconti (ur. 22 września 1968) piłkarz argentyński.

## Kariera klubowa
| Lata    | drużyna                     | kraj      | Liga | Występy | Gole |
| ------- | --------------------------- | --------- | ---- | ------- | ---- |
| 1988–89 | Rosario Central             | Argentyna | 1    | 33      | 2    |
| 1989–90 | Rosario Central             | Argentyna | 1    | 35      | 3    |
| 1990–91 | Rosario Central             | Argentyna | 1    | 36      | 12   |
| 1991–92 | Rosario Central             | Argentyna | 1    | 38      | 10   |
| 1992–93 | Rosario Central             | Argentyna | 1    | 12      | 1    |
| 1993    | Yokohama Marinos            | Japonia   | 1    | 27      | 8    |
| 1994    | Yokohama Marinos            | Japonia   | 1    | 25      | 11   |
| 1995    | Yokohama Marinos            | Japonia   | 1    | 48      | 27   |
| 1996    | Yokohama Marinos            | Japonia   | 1    | 21      | 7    |
| 1997    | CD Universidad Católica     | Chile     | 1    | 29      | 23   |
| 1998    | CD Universidad Católica     | Chile     | 1    | 11      | 2    |
| 1998–99 | CD Badajoz                  | Hiszpania | 2    | 13      | 2    |
| 1999–00 | Gimnasia y Esgrima de Jujuy | Argentyna | 1    | 21      | 3    |
| 2000    | Avispa Fukuoka              | Japonia   | 1    | 12      | 6    |
| 2001    | Avispa Fukuoka              | Japonia   | 1    | 5       | 3    |
| 2002    | Avispa Fukuoka              | Japonia   | 2    | 15      | 4    |
| 2002    | Sagan Tosu                  | Japonia   | 2    | 24      | 10   |